# Vielleicht geschieht ein Wunder
"Vielleicht geschieht ein Wunder" (em português: "Talvez vá acontecer um milagre") foi a canção que representou a Áustria no Festival Eurovisão da Canção 1963 que se realizou em Londres a 23 de março de 1963. 
A canção foi interpretada predominantemente em alemão, embora contenha dois versos em inglês por Carmela Corren. Foi a quarta canção a ser interpretada na noite do evento (a seguir à canção alemã "Marcel" e antes da canção norueguesa "Solvherv, interpretada por Anita Thallaug). Terminou a competição em 7.º lugar, tendo recebido um total de 16 pontos.  No ano seguinte, em 1964, a Áustria foi repressentada por Udo Jürgens que interpretou o tema "Warum nur, warum?.

## Autores
- Letrista: Peter Wehle
- Compositor: Erwin Halletz
- Orquestrador: Erwin Halletz

## Letra
A canção descreve a esperança de Corren de que "um milagre" irá acontecer e que ela encontrar amor, se bem que ela aceite que o milagre possa não acontecer, então ela "ficará sozinha".

## Outras versões
Corren gravou uma versão inteiramente em alemão e outra alternativa em inglês e alemão.
- "Vielleicht geschieht ein Wunder" (alemão)
- versão alternativa  (alemão/inglês) [2:34]